# La Règle du jeu (film, 2017)
Pour les articles homonymes, voir La Règle du jeu (homonymie).
Pour plus de détails, voir Fiche technique et Distribution.
La Règle du jeu est un film français réalisé par Ambroise Carminati, sorti en 2017.

## Synopsis
Pour leur permettre de mieux se connaître, dix personnes appelées à travailler ensemble se prêtent à un jeu de la vérité à base de questions-réponses. Petit à petit, chacun se rend compte que ce jeu leur échappe complètement.

## Fiche technique
Sauf indication contraire, les informations mentionnées dans cette section peuvent être confirmées par la base de données cinématographiques Unifrance,  présente dans la section « Liens externes ».
- Titre : La Règle du jeu
- Réalisation et scénario : Ambroise Carminati
- Photographie : Andréa Vistoli
- Son : Clément Hallet
- Musique : Edouard Joguet
- Montage : Ambroise Carminati
- Production : Andréa Vistoli, Ambroise Carminati, Lionel Montabord, Olivier Piasentin
- Sociétés de production : Anaphi Studio et ET BIM
- Société de distribution : Saint-André-des-Arts
- Date de sortie : 8 février 2017
- Pays d'origine :  France
- Langue originale : français
- Genre : drame
- Durée : 83 minutes
- Support : numérique et couleur

## Distribution
- Azedine Kasri : Azedine
- Cédric Auffret : Cédric
- Noémie Chicheportiche : Noémie
- Mathilde Fouet : Mathilde
- Benjamin Haddad : Benjamin
- Leyla Jawad : Leyla
- Mathieu Lardier : Mathieu
- Pauline Noziere : Pauline
- Mehdi Ortelsberg : Mehdi
- Imad Redouane : Imad
- Philippe Bourgogne : Christophe

## Production

### Tournage
La Règle du jeu a été tourné en une seule nuit en improvisation à l'exception de la scène d’ouverture. Le film a nécessité plus de deux ans de post-production.